# Ouratea riparia
Ouratea riparia är en tvåhjärtbladig växtart som beskrevs av Herman Otto Sleumer. Ouratea riparia ingår i släktet Ouratea och familjen Ochnaceae. Inga underarter finns listade i Catalogue of Life.